# Recreation 2
『Recreation 2』（レクリエイション・ツー）は、Janne Da ArcのボーカリストyasuによるソロプロジェクトAcid Black Cherryのカバーアルバム。2010年6月30日発売。

## 内容
- シングルのカップリングとして収録されたカヴァー曲4曲を含む12曲を収録している。
- DVD付限定盤と通常盤を同時に発売し、DVDには「会いたい」のPVとアルバム制作時のオフショット映像を収録した。
- 本作ではBREAKERZのボーカルDAIGOとのボーカルコラボ楽曲も収録している。
- 2025年1月27日には、Acid Black Cherryのプロデューサーである菊池真太郎が立ち上げたレーベル「LtOVES」への移籍に伴い、『DEAD END Tribute -SONG OF LUNATICS-』に収録された「SO SWEET SO LONELY」を、ABC BANDでインストを新規レコーディングした音源を追加し再リリース[1][注 1]。

## 収録曲

### 2010年オリジナル盤
1. 天使のウィンク
  - 松田聖子が1985年に発表した楽曲。
2. ジュリアに傷心
  - チェッカーズが1984年に発表した楽曲。「優しい嘘」のカップリング曲。
3. 会いたい
  - 沢田知可子が1990年に発表した楽曲。
4. セーラー服と機関銃
  - 薬師丸ひろ子が1981年に発表した楽曲。「眠り姫」のカップリング曲。
5. ラヴ・イズ・オーヴァー
  - 欧陽菲菲が1979年に発表した楽曲。
6. ハーシー
  - Fish & Chipsが1998年に発表した楽曲。「ジグソー」のカップリング曲。
  - オリジナルバージョンとは、1箇所のみ歌詞が変わっている。
7. かもめが翔んだ日
  - 渡辺真知子が1978年に発表した楽曲。
8. シルエット・ロマンス
  - 大橋純子が1981年に発表した楽曲。
9. GLAMOROUS SKY
  - 中島美嘉が2005年に発表した楽曲。
10. 愛のバカ!
  - 京極が1990年に発表した楽曲。「20+∞Century Boys」のカップリング曲。
11. 大都会
  - クリスタルキングが1979年に発表した楽曲。上記の通り、BREAKERZのDAIGOがゲストボーカルとして参加している。
12. ラストダンスは私に
  - 越路吹雪が1961年に発表した楽曲。元々はアメリカのグループ、ドリフターズの楽曲（英語歌詞）。越路吹雪が歌った日本語詞で歌っている。

### 2025年再発盤
1. SO SWEET SO LONELY
  - DEAD ENDが1989年に発表した楽曲。『DEAD END Tribute -SONG OF LUNATICS-』収録。
2. 天使のウィンク
3. ジュリアに傷心
4. 会いたい
5. セーラー服と機関銃
6. ラヴ・イズ・オーヴァー
7. ハーシー
8. かもめが翔んだ日
9. シルエット・ロマンス
10. GLAMOROUS SKY
11. 愛のバカ!
12. 大都会
13. ラストダンスは私に